# 马德里 (阿拉巴马州)
马德里（英文：Madrid），是美国阿拉巴马州下属的一座城市。面积约为1.94平方英里（约合5.02平方公里）。根据2010年美国人口普查，该市有人口350人，人口密度为180.41/平方英里（约合69.72/平方公里）。